# Дар'ївський міст
Дар'ївський міст, інша назва — Автомобільний міст через Інгулець (Дар'ївка) — міст через річку Інгулець, що розташований біля села Дар'ївка Херсонського району Херсонської області в бік Каховської ГЕС на автошляху М14E58. Загальна протяжність мосту складає близько 100 м, загальна ширина — 12 м, ширина проїзної частини — 10 м, пішохідні тротуари з двох сторін по 1 м.

## Історія
Перший міст через річку Інгулець вже існував станом на 1886 рік.
Під час індустріалізації УРСР у 1938 році  автошляхом М14E58 було зведено потужний міст через річку Інгулець завдовжки 63,7 м. При цьому габарит проїзду складав 4,1 м. Під час Другої світової війни крайні прольоти мосту були частково підірвані. В ході повоєнної відбудови відновлення мосту розпочалося у 1948 році і тривало наступні чотири роки. До 1952 року будівельники засипали зруйновані прольоти. Пропускні габарити мосту, що залишилися, не забезпечували проходження весняного паводку. За результатами гідрологічних розрахунків було ухвалено рішення про збільшення пропускних габаритів моста.
Під час війни на сході України у липні 2014 року біля Дар'ївського мосту розташовувався додатково побудований блокпост саме для убезпечення Херсонської області та унеможливлення будь-яких проявів сепаратистських дій на території Херсонщини. Для цілодобового контролю проїзду людей на територію Херсонської області залучалися силові структури та представники самооборони.

### Російсько-українська війна
23 липня 2022 року, вранці, українські військові, аби створити проблеми з постачанням російського угрупування на правому березі Дніпра в Херсонській області, влучили в Дар'ївський міст через річку Інгулець та пошкодили міст біля села Дар'ївка на Херсонщині в бік Каховської ГЕС. Російські окупанти стверджували, міст був пошкоджений ракетами з комплексу M142 HIMARS. Після ударів ракетами з комплексу M142 HIMARS військовими ЗСУ по Антонівському автомобільному мосту єдиною об'їзною дорогою залишалася дорога через Дар'ївський міст.
9 листопада 2022 року, під час відступу російських окупантів з Правобережжя Херсонщині, підірваний Дар'ївський міст.

## Опис
Після реконструкції повна довжина мосту, що розташовується на прямій, збільшилася до 97,69 м, а ширина проїзної частини зросла до 10 м. Були влаштовані пішохідні тротуари з двох боків по 1 метру. Існуючі опори були посилені (виконана залізобетонна сорочка), а також фахівцями ТОВ «Містпроєкт» було здійснено нарощування висоти тіла опор. Для влаштування нових прольотів побудовано нові опори. Фундаменти глибокого закладання на бурових палях. Зроблено повну заміну прогонової будови на балочну температурно-нерозрізну систему із залізобетонних П-подібних каркасних балок. Покриття проїжджої частини та тротуарів асфальтобетонне. Деформаційні шви гумово-металеві (з гумовим компенсатором).